# Udías
Udías es un municipio de la comunidad autónoma española de Cantabria. Limita al norte con Alfoz de Lloredo y Comillas, al oeste con Valdáliga y al sureste con Cabezón de la Sal. Con una población de 946 habitantes (INE 2024), pertenece a la comarca de la Costa Occidental, aunque carece de costa.
Udías se sitúa en un terreno dominado por colinas y con algunas cuevas en el subsuelo donde los practicantes de espeleología encontrarán un pequeño paraíso. Es también una antigua zona minera.
Formó parte, junto a los municipios de Alfoz de Lloredo, Comillas y Ruiloba, del Valle de Alfoz de Lloredo, en la Merindad de Asturias de Santillana, hasta la formación de los ayuntamientos constitucionales. El Valle de Alfoz de Lloredo fue uno de los constituyentes de la provincia de los Nueve Valles, y posteriormente provincia de Cantabria.

## Historia
Se cree que Udías ya tenía vestigios romanos puesto que formaba parte de uno de los caminos secundarios de la gran ruta que unía la Meseta con la costa cantábrica, cuya vía principal atravesaba la cuenca del Besaya y terminaba en la actual Suances (Portus Blendium). Por otro lado, se especula con que era la ría de la Rabia, cercana a Oyambre, el lugar donde se embarcaban los materiales que se extraían de las minas de plomo de Ruiseñada y San Bartolomé (Udías). De estas, se han podido rescatar lucernas, monedas y otros restos arqueológicos. 
Ya en plena Edad Media, concretamente en el año 943, se evidencia una época de hegemonía eclesiástica de la zona. De ésta, destacan varias donaciones de San Román y San Pedro de Toporias al monasterio de Santa Juliana en Santillana del Mar, abadía que controló toda el área occidental del litoral cántabro, conocido como Asturias de Santillana. Con el paso del tiempo, estos territorios se dividieron entre el poder laico, real y señorial, integrándose en la llamada Merindad Mayor o Adelantamiento Mayor de Castilla. Esta institución política estuvo controlada por los miembros de la familia de De la Vega. Udías estuvo integrada en esta circunscripción, como así lo constata el documento de herencia de Garci Lasso I de la Vega, que se suele fechar en torno al año 1338, donde se establecía que el territorio de Udías pasaba a su hijo Garci Lasso II. Finalmente, y con el paso de los años e hilos hereditarios, Udías acabó bajo el poder de la Casa de Mendoza a través de Iñigo López de Mendoza en torno al año 1432, con la muerte de su madre, Doña Leonor de la Vega. Es así como el rey de Castilla, Juan II, declara en el año 1445 que dichos territorios quedan bajo el poder del miembro de los Mendoza. 
La administración local ya se establece en el Medievo, donde Udías se erigía como un concejo más del valle del Alfoz de Lloredo compuesto por los barrios de Canales, La Hayuela, Valóbriga (Valoria), Pumalverde, Cobijón, El Llano, Rodezas y La Virgen. Udías por el entonces contaba con dos regidores, dos jueces - jurados y un procurador síndico general. Estos cargos tenían carácter anual y se elegían gracias a 15 electores que se correspondían con los pueblos del concejo. 
La oposición originada contra el señoría laico de la familia Mendoza llevó al valle de Carriedo a presentar un pleito a finales del siglo XV en la Real Chancillería de Valladolid, que fue resuelto finalmente en el año 1495 con la concesión de poder elegir a sus alcaldes y jueces de primera instancia. Este modelo fue seguido, entre otros, por los valles de Alfoz de Lloredo, Cabezón, Cabuérniga, Reocín o Villaescusa  en el año 1544. Dichos procesos se resolvieron en sentencia en 1553 y se falló la revisión en 1581.

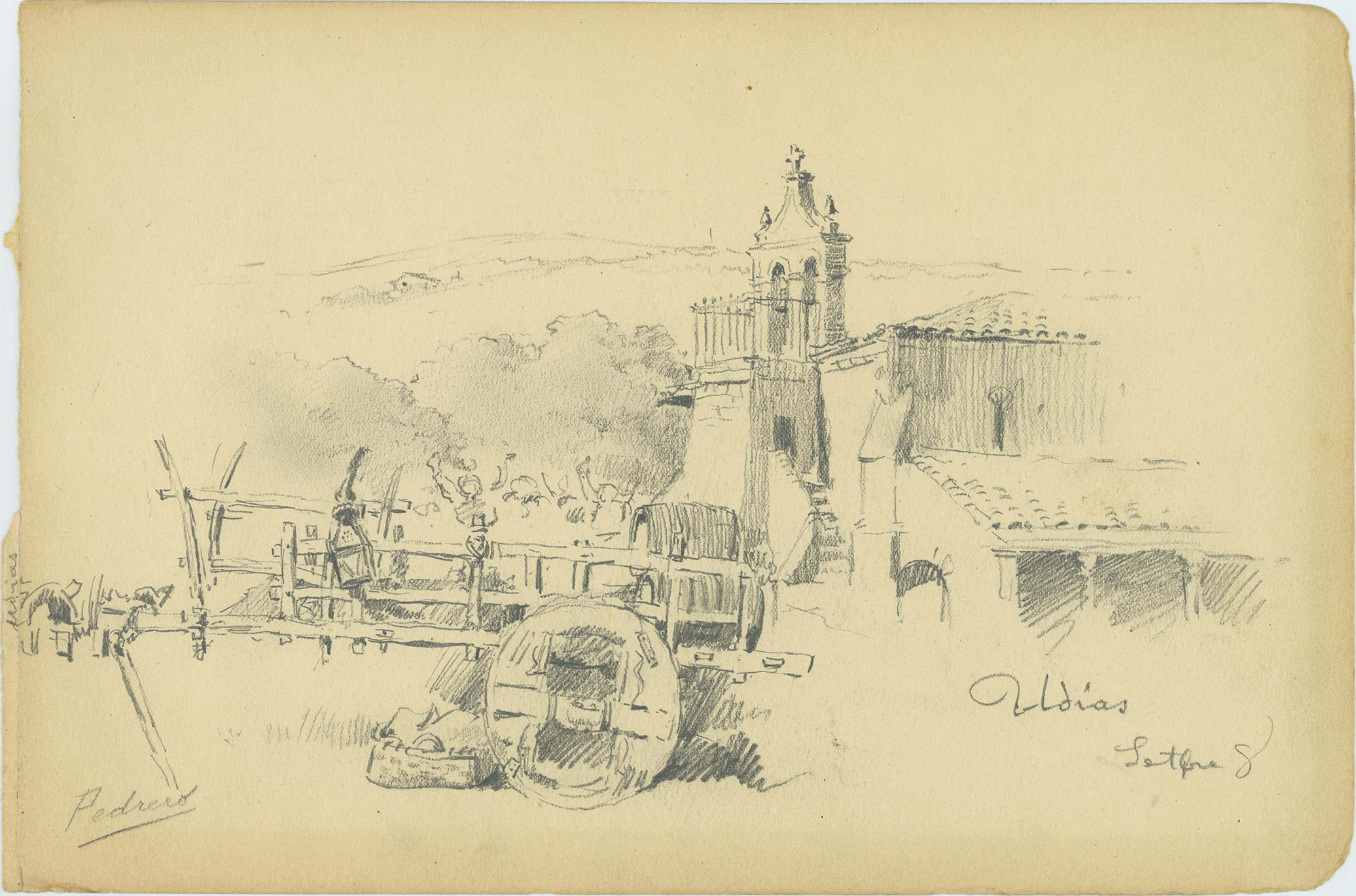
Iglesia de Nuestra Señora de la Virgen de la Caridad, en el barrio de La Virgen. Dibujo de Mariano Pedrero.

Estos territorios pasaron a integrar la Provincia de los Nueve Valle, que se creó en 1630 gracias al privilegio otorgado por el monarca Felipe IV y que contenían unas Ordenanzas Generales que el Austria ratificó en el mismo año. Estas fueron reformadas bajo el reinado de Carlos IV en el año 1760. Los representantes de esta provincia se reunían en un principio en Bárcena de Puente y más tarde, en Puente de San Miguel. La Junta de los Nueve Valles, inaugurada por Carlos III en 1778, estaba integrada en el Corregimiento de las Cuatro Villas de la Costa de la Mar y Trasmiera. Algunos expertos señalan esta delimitación política como el antecedente de la actual provincia de Cantabria.
Ya en el siglo XIX, el valle de Alfoz de Lloredo se dividió en 1822 en los ayuntamientos de Comillas, Novales, Ruiloba y Udías. En 1835, Udías se integró dentro de la administración de Ruiloba. Es ya, a partir de 1880, cuando el ayuntamiento de Udías se independiza del de Ruiloba y depende judicialmente del de San Vicente de la Barquera. En 1934 solicitó su unión a Cabezón de la Sal, pero dicha unión no se llevó a cabo. A partir de la mitad del siglo XIX y todo el siglo XX, se evidencia en Udías una gran actividad minera que se extenderá hasta finales del siglo XX, cuando la mina cierra.

## Demografía
Udías cuenta con una población de 946 habitantes (INE 2024).
| Gráfica de evolución demográfica de Udías entre 1877 y 2021 |
| |
| Población de derecho según los censos de población del INE Población de hecho según los censos de población del INEEntre el censo de 1877 y el anterior, aparece este municipio porque se segrega del municipio Alfoz de Lloredo |

## Administración y política

### Gobierno municipal
Fernando Fernández Sampedro (PP) es el actual alcalde del municipio.
| Partido político                         | 2023  | 2023  | 2023       | 2019  | 2019  | 2019       | 2015  | 2015  | 2015       | 2011  | 2011  | 2011       | 2007  | 2007  | 2007       | 2003  | 2003  | 2003       |
| Partido político                         | Votos | %     | Concejales | Votos | %     | Concejales | Votos | %     | Concejales | Votos | %     | Concejales | Votos | %     | Concejales | Votos | %     | Concejales |
| Partido Popular (PP)                     | 394   | 63,54 | 5          | 337   | 50,14 | 4          | 338   | 57,58 | 5          | 392   | 66,10 | 6          | 422   | 67,52 | 5          | 397   | 66,39 | 5          |
| Partido Regionalista de Cantabria (PRC)  | 111   | 17,90 | 1          | 127   | 18,89 | 1          | 160   | 27,26 | 2          | 125   | 21,08 | 1          | 101   | 16,16 | 1          | 117   | 19,57 | 1          |
| Partido Socialista Obrero Español (PSOE) | 102   | 16,45 | 1          | 43    | 6,39  | 0          | 50    | 8,52  | 0          | 61    | 10,29 | 0          | 94    | 15,04 | 1          | 79    | 13,21 | 1          |
| Ciudadanos (CS)                          | —     | —     | —          | 154   | 22,91 | 2          | —     | —     | —          | —     | —     | —          | —     | —     | —          | —     | —     | —          |

### Organización territorial
- Canales
- Cobijón
- La Hayuela
- El Llano
- Pumalverde (capital)
- Rodezas
- Toporias
- Valoria
- La Virgen